# تينيي (كونييتش)
تينيي (بالسيريلية : Тиње) هي قرية في البوسنة والهرسك. وهي تقع في بلدية كونييتش في كانتون الهرسك-نيريتفا في اتحاد البوسنة والهرسك. طبقا لنتائج التعداد السكاني للبوسنة عام 2013 فإن عدد سكانها 35 نسمة.

## الجغرافيا
تقع القرية على جبل فيسوشيكا.

## التركيبة السكانية

### التطور التاريخي للسكان
| 1961 | 1971 | 1981 | 1991 | 2013 |
| ---- | ---- | ---- | ---- | ---- |
| 209  | 198  | 128  | 75   | 35   |

## وصلات خارجية
- (بالإنجليزية)Maplandia